# Дарил Хана
Дарил Хана (на английски: Daryl Hannah) е американска актриса. Дебютът ѝ в киното е през 1978 година във филма на Брайън Де Палма „Ярост“, след което се снима във филми като „Блейд Рънър“, „Плясък“, „Убий Бил“ и други. 

## Биография
Хана не се е женила никога. От 1982 до 1992 г. има дългогодишна връзка с немския музикант Джаксън Брауни. След него за известно време има връзка с Джон Кенеди младши, а след него с Вал Килмър.
Тя е известен активист и на няколко пъти е арестувана при акции за защита на природата.

## Избрана филмография
| Година | Филм                      | Оригинално заглавие                   | Роля                   | Режисьор           |
| ------ | ------------------------- | ------------------------------------- | ---------------------- | ------------------ |
| 1982   | Блейд Рънър               | Blade Runner                          | Прис, андроид          | Ридли Скот         |
| 1984   | Плясък                    | Splash                                | Мадисън                | Рон Хауърд         |
| 1986   | Кланът на пещерната мечка | The Clan of the Cave Bear             | Ейла                   | Майкъл Чапман      |
| 1995   | Сто и една нощи           | Les cent et une nuits de Simon Cinéma | нямата актриса         | Анес Варда         |
| 2002   | Незабравимата             | A Walk to Remember                    | Синтия Картър          | Адам Шанкман       |
| 2002   | Белязани пари             | Hard Cash                             | Вирджиния              | Предраг Антониевич |
| 2004   | Силвър Сити               | Silver City                           | Маделин (Мади) Пилагър | Джон Сайълс        |